# Neva Patterson
Neva Louise Patterson (Nevada (Iowa), 10 februari 1920 - Los Angeles, 14 december 2010) was een Amerikaanse actrice.
Ze werd geboren op een boerderij in de buurt van Nevada in de staat Iowa. Met haar ouders verhuisde ze in 1938 naar New York. In 1947 maakte ze haar debuut op Broadway met het stuk The Druid Circle. In 1952 speelde ze "Helen Sherman" in The Seven Year Itch. Haar eerste filmrol was in 1953 in de film Taxi; andere rollen speelde ze in The Buddy Holly Story, All of Me (1984) en als verloofde van Cary Grant in An Affair to Remember.
Ook speelde ze in verschillende televisieseries, waaronder Nichols, The Governor & J.J., en als Eleanor Dupres in de miniserie V en V : The Final Battle. Verder had ze gastrollen in The Defenders, Ironside, Barnaby Jones, The Dukes of Hazzard en St. Elsewhere.
Patterson stierf op de leeftijd van 90 aan de gevolgen van complicaties na een gebroken heup.

## Filmografie
- All of Me (1984)
- V -The Final Battle (1984) (TV)
- V (1983) (TV)
- Star 80 (1983)
- The Buddy Holly Story (1978)
- The Spiral Road (1962)
- An Affair to Remember (1957)
- Desk Set (1957)